# كلات (كبغان)
كلات (بالفارسية: كلات) هي قرية تقع في إيران في قسم كبغان الريفي. يقدر عدد سكانها بـ 28 نسمة بحسب إحصاء 2016.